# Lina Bürger
Lina Bürger, född 7 oktober 1995 i Wiesbaden, är en tysk fotbollsspelare som spelar för SC Freiburg.

## Karriär
Bürger började spela fotboll i TV Kloppenheim och kom via 1. FFC Frankfurt och VfB Unterliedbach till TSG 1899 Hoffenheim 2011. Där tillhörde hon ursprungligen andra laget, med vilket hon 2011/12 vann tyska Oberliga (fjärde divisionen) och 2013/14 tyska Regionalliga (tredje divisionen).
Hon debuterade för Hoffenheims första lag den 6 maj 2012 i en match i tyska andra divisionen mot SC 07 Bad Neuenahr II. Hon firade sin Bundesligadebut den 1 juni 2014 i 3–2-bortasegern mot FC Bayern München när hon byttes in i 83:e Minuten för Fabienne Dongus. Inför säsongen 2014/15 flyttades anfallaren upp till Hoffenheims första lag.
I mars 2020 tecknade hon ett kontrakt med ligakonkurrenten SC Freiburg som gällde från säsongen 2020/21.
Bürger har spelat två maycher för det tyska U-15-landslaget och två matcher för det tyska U-19-landslaget.

## Meriter
- 2013/14: Vinnare Regionalliga Süd (med TSG 1899 Hoffenheim II)
- 2011/12: Vinnare Oberliga Baden-Württemberg (med TSG 1899 Hoffenheim II)